# Paranotodelphys illgi
Paranotodelphys illgi is een eenoogkreeftjessoort uit de familie van de Notodelphyidae. De wetenschappelijke naam van de soort is voor het eerst geldig gepubliceerd in 2003 door Marchenkov & Boxshall.